# Tu libertad (álbum)
Tu libertad es el nombre del octavo y último álbum de estudio del grupo mexicano de pop Magneto, Fue publicado por Sony Music México el 6 de diciembre de 1994.
De este álbum se desprenden los sencillos: Malherido, Mentira para dos, Eva María, entre otros.

## Listado de canciones
1. Tu libertad - 3:50
2. Malherido - 3:47
3. Eva María - 3:15
4. Siempre cerca de mi - 3:29
5. Por nada del mundo - 2:49
6. Sólo necesita amor - 3:30
7. Mentira para dos - 3:47
8. Señor, Señor - 3:10
9. Yo seré de ti - 3:28
10. Sara - 3:47

## Integrantes
- Álex, Mauri, Alan, Tono, Elías

- Datos: Q6153599